# Le Fils prodigue (sculpture)
 (décembre 2020).
Pour les articles homonymes, voir Le Fils prodigue.
Le Fils prodigue est une sculpture d'Auguste Rodin datant de 1889. 

## Variantes
Des versions existent dans plusieurs musées, dont :
- Victoria and Albert Museum, Londres : vers 1885-1887, bronze
- Musée Rodin, Paris : 1905, bronze
- Musée d'Art de San Diego, parc Balboa, Californie : 1905, bronze
- Musée d'Art du comté de Los Angeles, Californie : 1967, bronze